# Munizipalklinikum für Notfallmedizin Timișoara
Das Munizipalklinikum für Notfallmedizin Timișoara (rumänisch Spitalul Clinic Municipal de Urgență Timișoara) wurde infolge des Beschlusses Nummer 1990 vom 6. Oktober 2011 des Stadtrats Timișoara durch den Zusammenschluss mehrerer städtischer Krankenhäuser gegründet. Der Zusammenschluss soll eine effizientere und umfassendere gesundheitliche Versorgung gewährleisten. 2013 umfasste das Munizipalklinikum 23 Abteilungen mit 1024 Betten, von denen etwa die Hälfte chirurgische Betten sind.

## Abteilungen
Die 23 Abteilungen des neu gegründeten Munizipalklinikums verteilen sich über mehrere Kliniken und Krankenhäuser, wie folgt.

### Universitätsklinikum Neue Kliniken
Das Universitätsklinikum Neue Kliniken ist mit acht Abteilungen die wichtigste Klinik des Munizipalklinikums.
- Klinik für Anästhesie und Intensivtherapie I (rumänisch: Clinica AnestezieTerapie Intensiva I; Strada Gh. Dima, Nr. 5, Clinicile Noi)
- Klinik für Chirurgie I (rumänisch: Clinica de Chirurgie Generală I; Strada Gh. Dima Nr. 5, Clinicile Noi)
- Klinik für Chirurgie II (rumänisch: Clinica de Chirurgie Generală II – Oncologică; trada Gh. Dima Nr. 5, Clinicile Noi)
- Klinik für Thoraxchirurgie (rumänisch: Clinica de Chirurgie Toracică; Strada Gh. Dima Nr. 5, Clinicile Noi)
- Klinik für Hämatologie (rumänisch: Clinica de Hematologie; Strada Gh. Dima Nr. 5, Clinicile Noi)
- Klinik für Innere Medizin (rumänisch: Clinica de Medicină Internă I; Strada Gh. Dima Nr. 5, Clinicile Noi)
- Abteilung für Gastroenterologie (rumänisch: Compartiment Gastroenterologie; Strada Gh. Dima Nr. 5, Clinicile Noi)
- Station für Notaufnahme (rumänisch: Unitatea de Primire a Urgenţelor; Strada Gh. Dima Nr. 5, Clinicile Noi)

### Universitätsklinik für Gynäkologie und Geburtshilfe Dr. Dumitru Popescu
Die Universitätsklinik für Gynäkologie und Geburtshilfe Dr. Dumitru Popescu ist mit sechs Abteilungen vertreten.
- Klinik für Anästhesie und Intensivtherapie II (rumänisch: Clinica AnestezieTerapie Intensiva II; Strada 16 Decembrie 1989, Nr. 22–24)
- Klinik für Gynäkologie und Geburtshilfe I (rumänisch: Clinica Obstetrica-Ginecologie I; Strada 16 Decembrie 1989, Nr. 22–24)
- Klinik für Gynäkologie und Geburtshilfe II (rumänisch: Obstetrica-Ginecologie II; Strada 16 Decembrie 1989, Nr. 22–24)
- Klinik für Gynäkologie und Geburtshilfe III (rumänisch: Obstetrica-Ginecologie III; Strada 16 Decembrie 1989, Nr. 22–24)
- Klinik für Gynäkologie und Geburtshilfe IV (rumänisch: Obstetrica-Ginecologie IV; Strada 16 Decembrie 1989, Nr. 22–24)
- Klinik für Neonatologie (rumänisch: Clinica Neonatologie; Strada Alexandru Odobescu, Nr. 1–3)

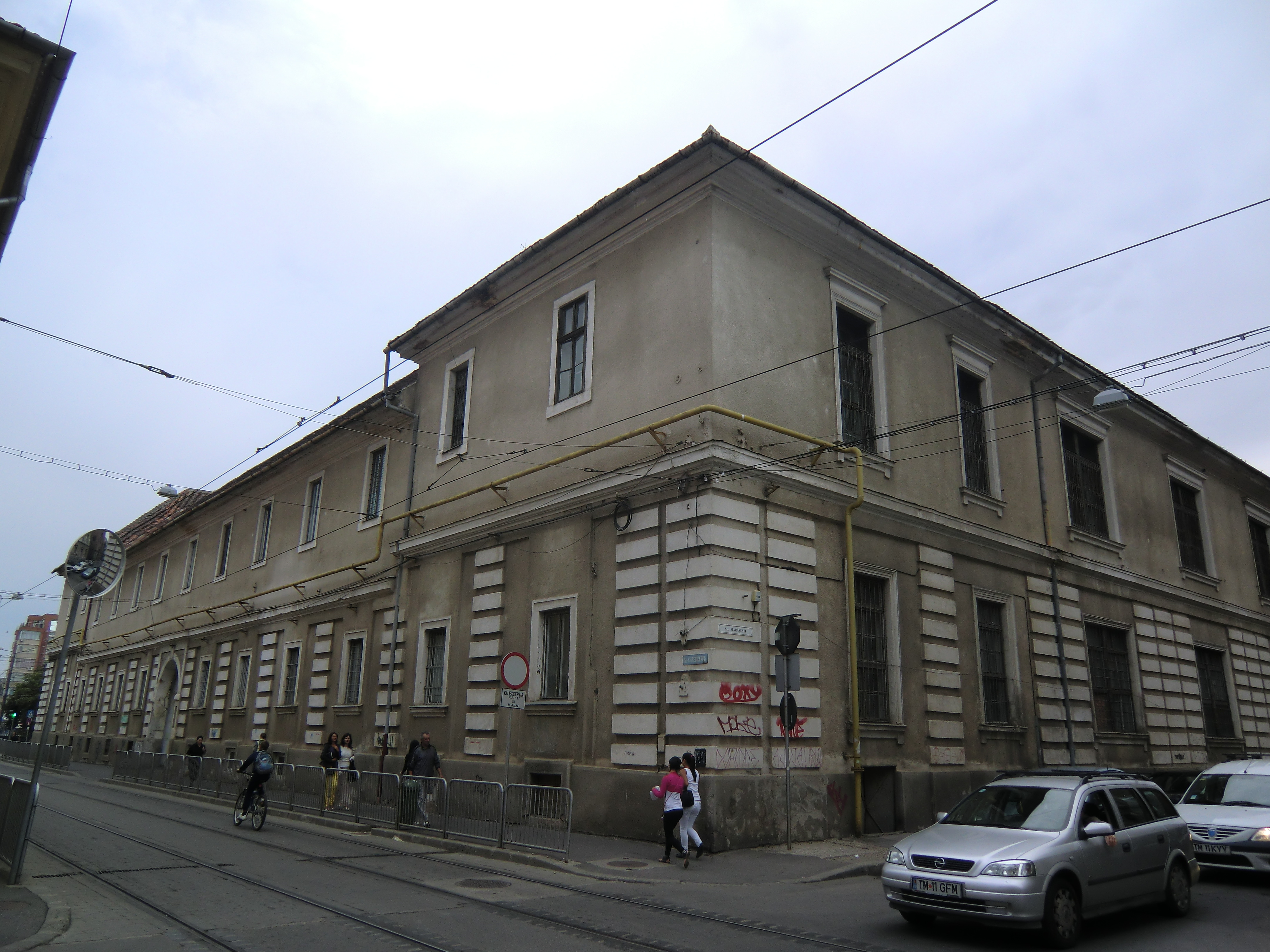
Universitätsklinik für Onkologie und Dermato-Venerologie

### Universitätsklinik für Onkologie und Dermato-Venerologie
Die Universitätsklinik für Onkologie und Dermato-Venerologie hat zwei Abteilungen im Munizipalklinimum.
- Klinik für Dermato-Venerologie (rumänisch: Clinica de Dermato-Venerologie; Str. Mărăşeşti nr. 5)
- Klinik für Radiotherapie (rumänisch: Clinica de Radioterapie; Str. Mărăşeşti nr. 5)

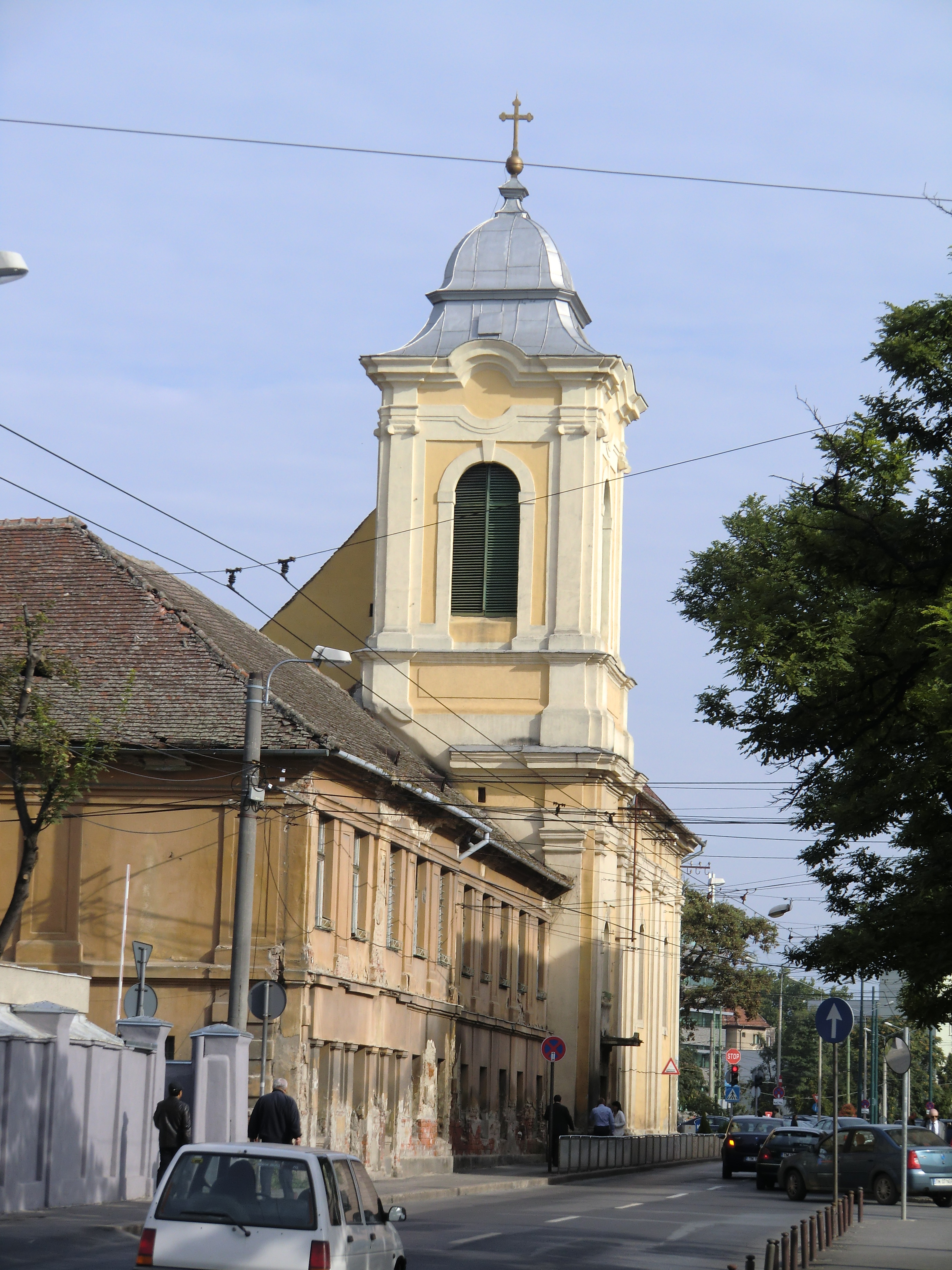
Klinik für Augenheilkunde

### Andere Abteilungen
- Klinik für Augenheilkunde (rumänisch: Clinica de Oftalmologie; Str. Sf. Ioan nr. 4)
- Klinik für Physio- und Balneotherapie (rumänisch: Clinica de Recuperare, Medicină Fizică şi Balneologie; Bv. C.D.Loga nr. 42–44)
- Klinik für Kieferchirurgie (rumänisch: Clinica de Chirurgie Oro-Maxilo-Facială; Bv. Take Ionescu nr. 3–5)
- Klinik für Herz- und Kreislauferkrankungen ASCAR (rumänisch: Clinica de Cardiologie – ASCAR; Bv. Revoluţiei 1989, Nr. 12)
- Abteilung für Arbeitsschutz (rumänisch: Compartiment Medicina Muncii; Bulevardul Revoluţiei 1989, Nr. 12)
- Klinik für Hals-Nasen-Ohren-Heilkunde (rumänisch: Clinica O.R.L.; Bulevardul Revoluţiei Nr. 6)
- Klinik für zahnärztlichen Notfalldienst (rumänisch: Urgențe Stomatologice; Bulevardul Revoluției 1989, Nr. 9)